# Stor-Brättans brandfälts naturreservat
Stor-Brättans brandfälts naturreservat är ett naturreservat i Härjedalens kommun i Jämtlands län.
Området är naturskyddat sedan 2023 och är 636 hektar stort. Reservatet ligger nordväst om Lillhärdals kyrka och består av Stor-Brättans svaga sydsluttning bevuxen med tall med inslag av lövträd samt en del inslag av våtmarker av fattigkärrstyp.